# Герок, Карл Фридрих
Карл Фридрих Герок (нем. Karl Friedrich Gerok; 30 января 1815, Файинген-ан-дер-Энц — 14 января 1890, Штутгарт) — немецкий богослов, поэт и прозаик.

## Биография
Сын пастора и богослова. С 1832 года обучался в Тюбингенской богословской семинарии. В 1837 году стал викарием в Штутгарте.
Придворный проповедник в Штутгарте. В 1866 году стал почетным гражданином Штутгарта.
Известный своими поэтическими переложениями Библии: "Palmblätter" (61-oe изд., 1889); "Pfingstrosen" (9 изд., 1886). 
Автор сочинений светского содержания: "Blumen und Sterne" (11 изд., 1886); "Der letzte Strauss" (6 изд. 1887); "Unter dem Abendstern" (8 изд. 1887); патриотических стихов "Deutsche Ostern" (7 изд. 1888),  прозаических произведений: "Evangelienpredigten" (8 изд. 1885); "Epistelpredigten" (8 изд. 1880); "Von Jerusalem nach Rom" (1882) в "Jugenderinnerungen" (4 изд. 1890).